# Тальсинки

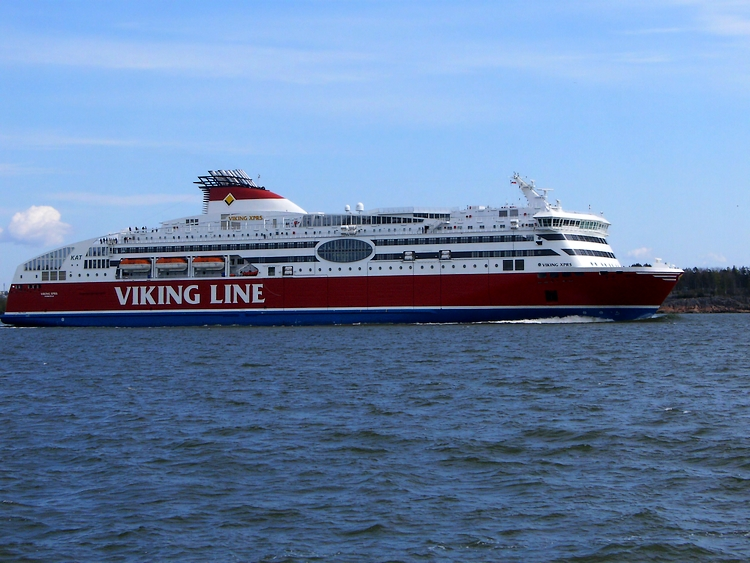
Теплоход «Viking XPRS» по пути из Хельсинки в Таллинн

Тальсинки (иногда также Хеллин) — разговорное название путешествий между Хельсинки (Финляндия) и Таллином (Эстония) с целью дешёвых закупок. Термин впервые использовал в 1992 году эстонский писатель Яан Каплинский, очевидно скомпоновав его из названий обоих городов. Разделяет столицы расстояние всего 80 км.
Каждое лето тысячи туристов из Хельсинки направляются в Таллин на один день, проводя всё это время в разнообразных универсамах и на рынках, где цены на товары ниже, чем на их родине. Подобные путешествия устраивают и таллинцы, хотя и в гораздо меньших масштабах. Их привлекают не столько «дешёвый» шопинг, но возможность приобрести какие-то особые товары, отсутствующие в Эстонии. К тому же цены на некоторые пищевые продукты и одежду в Хельсинки даже ниже таллинских.
Расширению подобного явления способствовало присоединение Эстонии к Шенгенской зоне в 2004 году, упразднение пограничного контроля в 2007 и переход Эстонии на евро в 2011 году.
В перспективе эстонские специалисты предложили соединить Таллин и Хельсинки железной дорогой по дну Финского залива вместо паромной переправы. В качестве подобного проекта приводился пример метропольной территории Копенгагена и Мальмё (Эресуннский регион). В 2009 году на полпути между Таллином и Хельсинки финский архитектор Мартти Каллиала предложил соорудить искусственный остров с названием Тальсинки, материал для которого может быть взят из остатков гранитного камня от строительства подводного тоннеля.